# Willi Padge
Willi Padge   (Mölln, 4 d'octubre de 1943 - Höxter, 17 de setembre de 2023) fou un remer alemany, guanyador d'una medalla olímpica. Feia de timoner.
El 1960 va prendre part en els Jocs Olímpics d'Estiu de Roma, on guanyà la medalla d'or en la prova del vuit amb timoner del programa de rem. En el seu palmarès també destaca una medalla d'or al Campionat d'Europa de rem de 1959 en el vuit amb timoner, així com tres campionats nacionals del vuit amb timoner, el 1958, 1959 i 1960.
El 1959 i 1960 va rebre la Silver Bay Leaf, màxim reconeixement esportiu alemany pels èxits aconseguits.